# Mokri Yaly
La Mokri Yaly (en russe : Мокрые Ялы ; en ukrainien : Мокрі Яли) est une rivière d'Ukraine et un sous-affluent du fleuve Dniepr, qui se jette dans la rivière Vovtcha.

## Géographie
Elle est longue de 147 km et draine un bassin de 2 660 km2. Elle prend sa source près de la ville de Volnovakha, dans le centre-ouest de l'oblast de Donetsk, et rejoint la rivière Vovtcha près de la localité de Yalta, face à l'oblast de Dnipropetrovsk. La Vovtcha se jette ensuite dans la rivière Samara, avant de rejoindre le Dniepr, au nord de la ville de Dnipro.

## Affluents
Les principaux affluents de la rivière comprennent :
- rive droite : Kachlahatch

## Villes traversées
- Velyka Novossilka
- Staromlynivka
- Krasna Polyana
- Novohryhorivka